# Kate Reed
Kate Reed (ur. 27 lutego 1984 w Montrose) – amerykańska narciarka dowolna. Najlepszy wynik na mistrzostwach świata osiągnęła podczas mistrzostw w Deer Valley, gdzie zajęła 8. miejsce w skokach akrobatycznych. Nigdy nie startowała na igrzyskach olimpijskich. Najlepsze wyniki w Pucharze Świata osiągnęła w sezonie 2002/2003, kiedy to zajęła 9. miejsce w klasyfikacji skoków akrobatycznych.
W 2006 r. zakończyła karierę.

## Sukcesy

### Mistrzostwa Świata
| Miejsce | Dzień    | Rok  | Miejscowość | Konkurencja        | Zwycięzca     |
| ------- | -------- | ---- | ----------- | ------------------ | ------------- |
| 8.      | 1 lutego | 2003 | Deer Valley | Skoki akrobatyczne | Alisa Camplin |
| 13.     | 18 marca | 2005 | Ruka        | Skoki akrobatyczne | Li Nina       |

### Puchar Świata

#### Miejsca w klasyfikacji generalnej
- 1999/2000 – 56.
- 2000/2001 – 48.
- 2001/2002 – –
- 2002/2003 – –
- 2003/2004 – 32.
- 2004/2005 – 41.
- 2005/2006 – 66.

#### Miejsca na podium
1. Mont Tremblant – 12 stycznia 2003 (Skoki akrobatyczne) – 3. miejsce
2. Ruka – 5 grudnia 2003 (Skoki akrobatyczne) – 3. miejsce

- W sumie 2 trzecie miejsca.